# 몬트리올 임팩트 (1992년)
몬트리올 임팩트(영어: Montreal Impact) 또는 앵팍트 드 몽레알(프랑스어: Impact de Montréal)는 캐나다 퀘벡주 몬트리올에 있는 프로축구단으로 북미 사커 리그(NASL) 소속이다. 프랑스어권인 퀘벡 주에 위치하는 축구팀이므로, 프랑스어권에서는 프랑스어 명칭인 앵팍트 드 몽레알로 부르며, 다른 지역에서는 영어 명칭인 몬트리올 임팩트로 부른다. 미국·캐나다 통합리그인 아메리칸 프로페셔널 사커 리그(American Professional Soccer League) 소속 팀으로 1992년 창단되었다. 2005년 개편된 미국·캐나다 2부리그 격인 USL 퍼스트 디비전 소속 팀이 되었다. 2008년 캐나다 챔피언십에서 우승하여 CONCACAF 챔피언스리그에 캐나다 대표팀으로 참가하였다. 2008년부터 몬트리올의 기업인 조이 사푸토(Joey Saputo)가 구단주가 되고 있으며, 사푸토 회사의 스폰서로 명칭을 쓰게 된 스타드 사푸토(Stade Saputo/Saputo Stadium)을 홈구장으로 하고 있다. 2010년 USL 퍼스트 디비전을 계승한 북미 사커 리그(NASL) 소속이 되어 참가했으면, 2012년부터 미국·캐나다 최상위 리그인 메이저 리그 사커(MSL) 소속으로 활동하고 있다.
2012년 MLS 참가와 더불어 재창단하는 신규 몬트리올 임팩트는 새로운 로고를 8월 발표했는데 파란색과 백합 문양은 퀘벡주를 상징하며, 네 개의 별은 몬트리올을 만든 4대 주민들인 프랑스인, 잉글랜드인, 스코틀랜드인, 아일랜드인을 상징한다.

## 역대 홈경기장
| 경기장        | 사용기간 | 장소             | 팀명            | 비고 |
| ------------- | -------- | ---------------- | --------------- | ---- |
| 스타드 사푸토 | 2011년   | 퀘백 주 몬트리올 | 몬트리올 임팩트 | 빈칸 |